# 米兰·米卢蒂诺维奇
米兰·米卢蒂诺维奇（1942年12月19日—2023年7月2日）是一名塞爾維亞政治人物，1997年至2002年曾任塞爾維亞總統。
米盧蒂諾維奇曾擔任塞爾維亞教育和科學秘書（1977年—1982年）、塞爾維亞國家圖書館館長（1983年—1987年）、南斯拉夫聯盟共和國駐希臘大使（1989年—1995年）和南斯拉夫聯盟共和國外交部長（1995年—1997年）。2002年12月總統任期屆滿後，他向前南斯拉夫問題國際刑事法庭自首，並在那裡接受戰爭罪的審判。2009年2月26日，他被認定對所有指控無罪。

## 外部連結
- 维基共享资源上的相關多媒體資源：米兰·米卢蒂诺维奇
- BETA's chronology of Serbian elections[], in Serbian
- ICTY indictment （页面存档备份，存于）, PDF format.
- Provisional Release Press Release （页面存档备份，存于）

| 官衔                           | 官衔                           | 官衔                          |
| ------------------------------ | ------------------------------ | ----------------------------- |
| 前任： 德拉甘·托米奇 （代理）  | 塞爾維亞總統 1997年—2002年     | 繼任： 娜塔莎·米契奇 （代理） |
| 政府职务                       |                                |                               |
| 前任： 弗拉迪斯拉夫·約萬諾維奇 | 南斯拉夫外交部長 1995年—1998年 | 繼任： 澤瓦丁·約萬諾維奇      |